# Various
Various – angielski duet muzyczny produkujący muzykę elektroniczną założony w 2002 roku. Poza rynkiem brytyjskim zespół występuje pod szyldem Various Production. Nagrania grupy wydaje wytwórnia XL Recordings.

## Dyskografia

### Albumy
- The World Is Gone (XL Recordings, 2006)
- Clubsolutely 12
- Various Versus (self-released, 2008)

### Single
- „Hater” / „Byker” (7")
- „Phortune” / „Limbs” (7")
- Chief (EP)
- „I'm Really Hot” / „Where I Belong” (12")
- „Bruk” / „Home (edit)” (7")
- „13” (12")
- „Foller” / „Home” (7")
- „Sir” / „In This” (7")
- „Turn it Up” / „No Win No Fee” (12")
- „Mr Clever” / „Lost (dub)” (12")
- „Today” / „Go Beat” (12")
- „What About Them” / „Too Lost In” (12")
- „Cogmac” / „Queen Bee” (7")